# Понте (Савона)
Понте (итал. Ponte) је насеље у Италији у округу Савона, региону Лигурија.
Према процени из 2011. у насељу је живело 100 становника. Насеље се налази на надморској висини од 535 м.